# ماري موريس (كاتبة)
ماري موريس (بالإنجليزية: Mary Morris)‏‏ (14 مايو 1947 في شيكاغو - ) كاتِبة، وروائية، وكاتبة قصص قصيرة، وكاتبة رحلات من الولايات المتحدة.

## الجوائز
- زمالة غوغنهايم
- جائزة أنسفيلد - وولف  [لغات أخرى]‏